# Campanula hieracioides
Campanula hieracioides är en klockväxtart som beskrevs av Alfred Alekseevich Kolakovsky. Campanula hieracioides ingår i släktet blåklockor, och familjen klockväxter. Inga underarter finns listade i Catalogue of Life.